# Nathan Eddy
Nathan Eddy ist ein US-amerikanischer Dokumentarfilmer, Journalist und Denkmal-Aktivist, der in Berlin lebt und arbeitet.

## Leben
Geboren und aufgewachsen ist Nathan Eddy in Rhode Island, USA. Er studierte Film an der Northwestern University, belegte aber auch Kurse in Journalistik und Architektur. 2008 verlegte Eddy seinen Wohnort nach Berlin. Als Journalist ist er vor allem für die englischsprachigen Online-Nachrichtenmagazine eWeek und InformationWeek tätig.

## Werk und Engagement

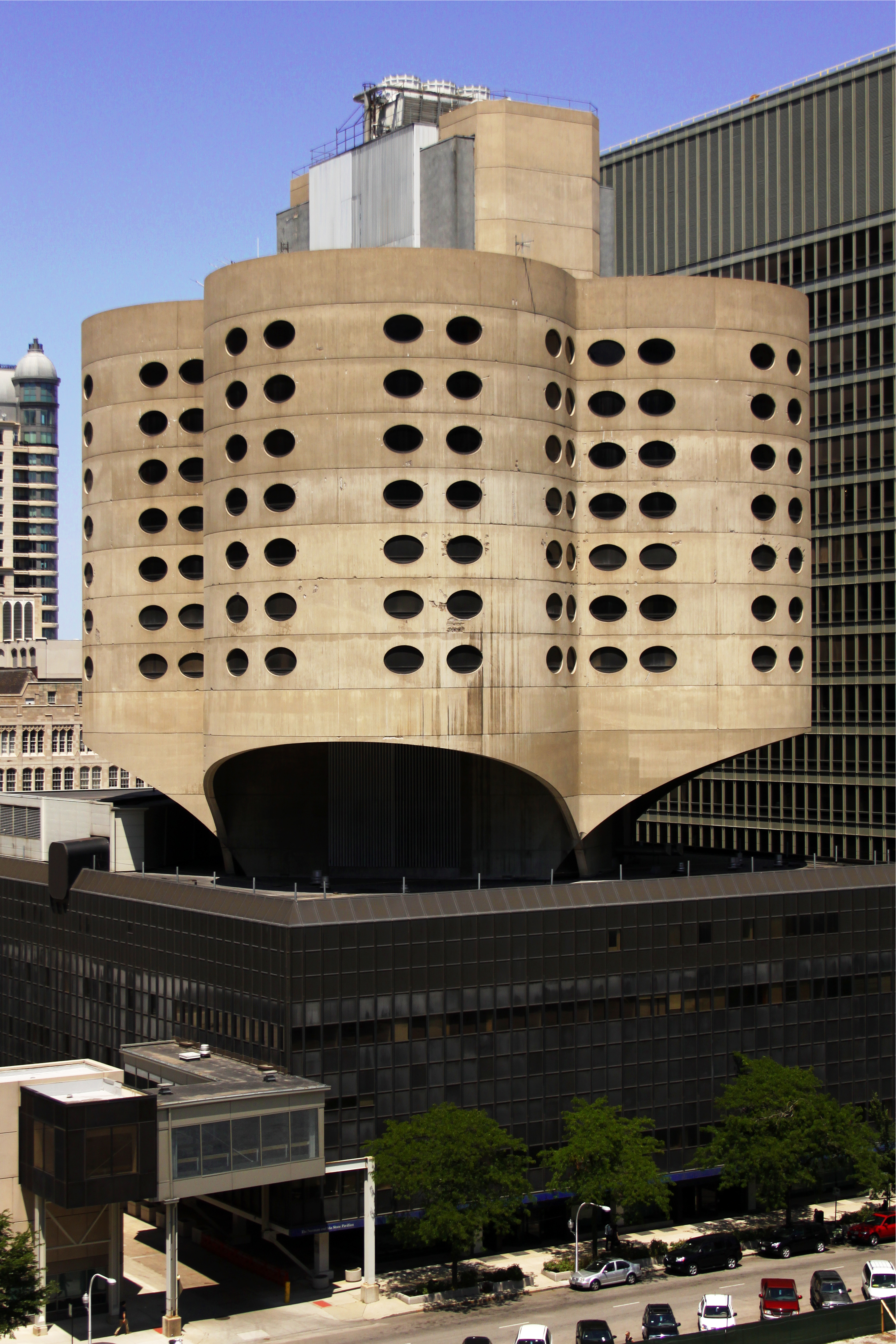
Das 2014 abgebrochene Prentice Women’s Hospital Building in Chicago, Gegenstand von Nathan Eddys Film The Absent Column (2013)

Die Dokumentarfilme von Nathan Eddy sind eng verbunden mit seinem Engagement für den Erhalt gefährdeter Gebäude. Der erste Film von Eddy, The Absent Column (2013) porträtierte das Prentice Women’s Hospital in Chicago, das zum Zeitpunkt des Filmdrehs vom Abriss bedroht war. Trotz bürgerschaftlichem Engagements zum Erhalt wurde jenes Gebäude letztendlich abgerissen.
2016–2017 drehte Nathan Eddy den Film Starship Chicago. Dieser Dokumentarfilm behandelt das damals vom Abriss bedrohte James R. Thompson Center in Chicago. Bei jenem Gebäude handelt es sich um einen Entwurf des deutsch-amerikanischen Star-Architekten Helmut Jahn. Das Thompson Center gilt als bedeutender Entwurf der Postmoderne, im Bereich der High-Tech-Architektur. Das Thompson Center ist mittlerweile gerettet, wobei sich letztendlich der Eigentümer dazu entschied, Grundstück und Gebäude selbst zu behalten und weiter zu nutzen. Das entscheidende Argument für diesen Schritt war allerdings die Schwankung von Immobilienpreisen. Im Film tritt unter anderem der Architekt Stanley Tigerman auf.
2023 drehte Eddy – ungewöhnlich für einen Dokumentarfilmer – eine Fortsetzung: Starship Chicago II. Dieser Film zeigt die aktuellen Entwicklungen um das Thompson Center seit 2017.
Ohne den Einsatz eines Films, dafür aber mit einer Petition, engagierte sich Eddy 2017 für den Erhalt des Originalzustands des AT&T Hochhauses in New York City. Dieses Gebäude wurde nach einem Entwurf von Philip Johnson und John Burgee gebaut und gilt als Meilenstein der postmodernen Architektur. Die vom Büro Snøhetta geplanten Umbauten hätten den Charakter des Gebäudes maßgeblich verändert. Eddy rief zum Protest gegen die Umbaumaßnahmen auf und konnte erfolgreich erreichen, dass der Originalcharakter des Hauses auch bei zukünftigen Modernisierungen erhalten bleibt. An den Protestaktionen zum Erhalt beteiligte sich unter anderem der Architekt Robert A. M. Stern.
Eddys Film Battleship Berlin (2021) behandelt das Schicksal zweier Gebäude der Charité auf dem Campus Benjamin-Franklin in Berlin-Steglitz: Institut für Hygiene und Umweltmedizin (Hygieneinstitut) und Forschungseinrichtung für experimentelle Medizin (Mäusebunker). Auch bei diesem Filmprojekt ging es Eddy um Wertschätzung für die Gebäude und um deren Erhalt. Während der Arbeit an dem Film wurde das Hygieneinstitut unter Denkmalschutz gestellt. Bei der fortlaufenden Debatte um den Abriss des Mäusebunkers hat der Film zur öffentlichen Wahrnehmung des Gebäudes beigetragen. Im Film treten unter anderem der Architekt Arno Brandlhuber, der Galerist Johann König, die Politikerin Katalin Gennburg, der Landeskonservator Christoph Rauhut, der Architekt Gunnar Klack und der Kunsthistoriker Felix Torkar auf. Der Film wurde unter anderem im Filmprogramm der Architekturbiennale Chicago gezeigt.
Anlässlich des Todes von Helmut Jahn im Jahr 2021 machte Eddy den Kurzfilm Helmut Jahn: In a Flash. Filmaufnahmen, die 2016 für den Film Starship Chicago entstanden waren, beinhalteten ein längeres Interview mit Jahn. Aus diesem Interview machte Eddy einen Kurzfilm in Gedenken an den verstorbenen Architekten.

## Auszeichnungen
Starship Chicago wurde 2018 mit dem Docomomo Advocacy Award of Excellence ausgezeichnet.